# ATC 코드 L
ATC 코드 L은 ATC 코드에 따른 항종양제 및 면역조절제로 사용되는 약물을 정리한 코드이다.

동물용 의약품을 위한 코드(ATCvet 코드)의 경우 인체의약품 코드 앞에 Q가 들어가게 된다. 예 : QL.